# حوت باليني فجري
حوت باليني فجري (الاسم العلمي:†Eomysticetus) هو جنس منقرض من الحيتانيات يتبع فصيلة الحيتان البالينية الفجرية.